# Херцогство Глогов
Херцогство Глогов или Княжество Глогов (на полски: Księstwo głogowskie; на чешки: Hlohovské knížectví; на немски: Herzogtum Glogau) се създава през 1251 г. при разделянето на Херцогство Силезия между силезките Пясти.
Съществува до 1815 г.